# Бучина (заказник)
Бучи́на — лісовий заказник місцевого значення в Україні. Розташований на території Любарського району Житомирської області, на схід від села Великі Деревичі. 
Площа 2 га. Статус присвоєно згідно з рішенням облвиконкому від 07.03.1991 року № 68. Перебуває у віданні ДП «Бердичівське ЛГ» (Любарське лісництво, кв. 14, вид. 27). 
Статус присвоєно для збереження ділянки лісу з унікальними для цієї місцевості насадженнями бука.